# Лукас Масоеро
Лукас Габриел Масоеро Маси (на испански: Lucas Gabriel Masoero Masi) е аржентински футболист, който играе на поста централен защитник. Състезател на Пари Нижни Новгород.

## Кариера

### Локомотив (Пловдив)
Масоеро става футболист на Локомотив (Пловдив) на 1 юли 2018 г. Прави своя дебют на 22 септември 2018 при победата с 1–3 като гост на Септември (София).

### Нижни Новгород
На 10 юли 2021 г. Лукас е обявен за ново попълнение на Нижни Новгород. Дебютира за отбора на 26 юли при победата с 1–0 като домакин на Сочи, в мач от руската Премиер лига.

## Успехи
Локомотив (Пловдив)
- Купа на България (2): 2019, 2020
- Суперкупа на България (1): 2020